# Iguersafène
 (mai 2025).
La mise en forme du texte ne suit pas les recommandations de Wikipédia : il faut le « wikifier ».
Les points d'amélioration suivants sont les cas les plus fréquents. Le détail des points à revoir est peut-être précisé sur la page de discussion.
- Les titres sont pré-formatés par le logiciel. Ils ne sont ni en capitales, ni en gras.
- Le texte ne doit pas être écrit en capitales (les noms de famille non plus), ni en gras, ni en italique, ni en « petit »…
- Le gras n'est utilisé que pour surligner le titre de l'article dans l'introduction, une seule fois.
- L'italique est rarement utilisé : mots en langue étrangère, titres d'œuvres, noms de bateaux, etc.
- Les citations ne sont pas en italique mais en corps de texte normal. Elles sont entourées par des guillemets français : « et ».
- Les listes à puces sont à éviter, des paragraphes rédigés étant largement préférés. Les tableaux sont à réserver à la présentation de données structurées (résultats, etc.).
- Les appels de note de bas de page (petits chiffres en exposant, introduits par l'outil «  Source ») sont à placer entre la fin de phrase et le point final[comme ça].
- Les liens internes (vers d'autres articles de Wikipédia) sont à choisir avec parcimonie. Créez des liens vers des articles approfondissant le sujet. Les termes génériques sans rapport avec le sujet sont à éviter, ainsi que les répétitions de liens vers un même terme.
- Les liens externes sont à placer uniquement dans une section « Liens externes », à la fin de l'article. Ces liens sont à choisir avec parcimonie suivant les règles définies. Si un lien sert de source à l'article, son insertion dans le texte est à faire par les notes de bas de page.
- La présentation des références doit suivre les conventions bibliographiques. Il est recommandé d'utiliser les modèles {{Ouvrage}}, {{Chapitre}}, {{Article}}, {{Lien web}} et/ou {{Bibliographie}}. Le mode d'édition visuel peut mettre en forme automatiquement les références.
- Insérer une infobox (cadre d'informations à droite) n'est pas obligatoire pour parachever la mise en page.

Pour une aide détaillée, merci de consulter Aide:Wikification.
Si vous pensez que ces points ont été résolus, vous pouvez retirer ce bandeau et améliorer la mise en forme d'un autre article.
 (mai 2025).
- Si vous ne connaissez pas le sujet, laissez ce bandeau (vous pouvez alors contacter les auteurs).
- Si vous supprimez le contenu mis en cause (vous pouvez préalablement contacter les auteurs),

argumentez précisément cette suppression dans la page de discussion
(un manque de référence n'est pas un argument ; une recherche réelle de référence doit avoir été effectuée, être formellement documentée).
Iguersafène (en kabyle : Agarsafen, en tifinagh : ⴰⴴⴰⵔⵙⴰⴼⴻⵏ, en arabe : اقرسافن), est un village de la commune d'Idjeur dont il est le chef-lieu, dans wilaya de Tizi Ouzou, Algérie. Iguersafène fait partie du Âarch At Yedjar (At Yeǧǧaṛ).

## Toponymie
Le mot Iguersafène est d'origine Kabyle (Agarsafen), vient de deux mots : ger qui signifie : « entre » et isafen qui signifie : « rivières ». C’est de ces deux que provient vient le mot Agarsafen en kabyle (Iguersafène en français) signifie « entre-rivières ».

## Histoire

### Quatre siècles de résistance
Le village d’Iguersafene, situé dans le massif montagneux de la région kabylie actuelle (wilaya de Tizi-Ouzou), fait partie de l’ancien territoire des Aârch Ath Yedjar, aujourd’hui divisé entre les communes d’Idjeur et de Bouzeguène . Ce village a joué un rôle tout au long de l’histoire algérienne, marquant son existence par une longue tradition de résistance contre les colonisations espagnole, turco-ottomane puis française.

### XVIesiècle: Rattachement au Royaume de Koukou
Dès le XVIe siècle, Iguersafene s’intègre dans la mouvance du Royaume de Koukou, fondé par Ahmed El Kadi vers 1515. Ce royaume s’était constitué comme un bastion face à l’avancée espagnole sur les côtes algériennes, notamment à Alger et Béjaïa. Le village participe activement aux campagnes militaires organisées pour repousser les forces navales espagnoles.
Après la chute du royaume au XVIIIe siècle, à la suite de l’invasion ottomane, Iguersafene tombe sous la domination indirecte des Ottomans, relayée localement par les chefs des At Kaci, alliés des Turcs. Malgré cette domination, la résistance locale reste vive.

### XIXesiècle: Résistance anti-française et guerre coloniale
Lors de la conquête française de l'Algérie à partir de 1830, les villages des Aït Idjer, répondent immédiatement à l’appel à la mobilisation générale. Les habitants participent activement aux campagnes menées par des figures emblématiques telles que Fatma N'Soumer et Cherif Boubaghla, entre 1850 et 1856 .
La région subit ensuite de plein fouet les conséquences des politiques de terre brûlée menées par l’armée française. Ces opérations visent à affamer les populations locales et à détruire leurs structures économiques. De nombreuses famines frappent alors la région, aggravées par les dettes imposées arbitrairement par les bureaux arabes (EL KAÏD).
Un personnage local, connu sous le nom de Tikfust (ou V Tkfous), dit le Manchot, originaire de la famille Raab, se distingue alors comme figure de la résistance populaire). Il mène des actions armées contre les troupes coloniales avant d’être capturé et exilé, sans nouvelles connues par la suite.

### XXesiècle: Guerres mondiales et émigration
Durant la Première Guerre mondiale (1914–1918) et la Seconde Guerre mondiale (1939–1945), des jeunes du village sont enrôlés dans les rangs de l’armée française. Ils combattent sur les fronts européens, contribuant à la victoire contre les puissances allemandes.
Dans les années 1920-1940, une vague d’émigration se développe. Beaucoup de villageois partent en France, principalement à Marseille (comme dockers), à Paris (dans les bâtiments et usines) et dans la région lilloise (mines de charbon). Cette diaspora devient un levier important dans la lutte politique pour l’indépendance.

### Lutte pour l’Indépendance (1940–1962)
Les habitants adhèrent très tôt aux idées nationalistes défendues par Messali Hadj et son parti, le MTLD . Grâce à une organisation solide de la communauté kabyle en France, les informations circulent efficacement entre les militants du village et les représentants du mouvement national en Europe.
À l’aube de la Révolution algérienne (1954), plusieurs jeunes du village rejoignent les maquis de l’Armée de Libération Nationale (ALN) . D’autres restent en métropole pour soutenir financièrement la cause, via des cotisations régulières collectées par les membres de la fédération de france.

Monument-chahid-iguersafene

#### Le massacre du 4 décembre 1957: Le village des 99 martyrs
Le 4 décembre 1957, Iguersafene subit un des bombardements les plus tragiques de la guerre d’indépendance. En représailles contre la forte implication des hommes du village de l'assassinat d'haut gradé de l'armée française à côté de la rivière, l’aviation coloniale veut bombarder le village, et à la derniere minute, ont décidé de bruler tout, causant la destruction quasi-totale des habitations.
Ce jour-là, environ 350 habitants, combattants et civils, étaient déjà engagés dans la lutte armée. Parmi eux, 99 perdent la vie, ce qui vaut à Iguersafene d’être inscrit dans l’histoire comme le « village des 99 martyrs ».
À la fin de la journée, 70 jeunes supplémentaires quittent le village en flammes pour rejoindre le maquis. Soixante-six autres habitants sont arrêtés et déportés à la prison de Berrouaghia, où ils endurent des conditions extrêmes.
Malgré la destruction matérielle totale, le village renaît progressivement après l’indépendance en 1962, sur les mêmes lieux symboliques.

#### Contribution féminine à la Révolution

Liste des martyrs

Les femmes d’Iguersafene tiennent également un rôle essentiel dans la résistance. Parmi elles, les sœurs Amrane Zahra et Ouerdia se distinguent en tant que moudjahidates . Elles travaillent comme infirmières dans les maquis, prodiguant soins et assistance aux combattants.

#### Mémoire et reconnaissance
En hommage aux sacrifices consentis, un monument aux martyrs a été érigé au cœur du village. Un musée local conserve également de précieux documents, témoignages et objets datant de la période révolutionnaire.
Aujourd’hui, le village d’Iguersafene incarne une mémoire vivante de la résistance algérienne à travers quatre siècles d’histoire tumultueuse. Sa participation active à toutes les étapes de la lutte contre les colonisations successives en fait un exemple rare de patriotisme et de solidarité intergénérationnelle.

## Géographie

### Situation
Iguersafène se situe à 25 km au sud-est d'Azazga et à 70 km au sud-est de Tizi Ouzou. Le village est délimité :
- Au nord-est, par le village Mehaga ;
- À l'est, par la forêt d'Akfadou ;
- Au sud-ouest, par les villages Aït Aïcha et Ighraiene ;
- Au nord-ouest, par les villages Tifrit Aït Oumalek, Ighil Boukyassa et Bouaouane.

### Relief et hydrographie
Le village est situé à 890 m d'altitude, entouré de deux rivières:
- à l'est et sud-est, la rivière Aït Hendis (Asif n At Ḥendis)
- à l'ouest et au nord-ouest, la rivière Abd Lâali (Asif n Lɛebd Lɛali)

## Le village le plus propre de la wilaya de Tizi-Ouzou en 2014 (Concours Rabah Aïssat)
En 2014, le village est sacré village le plus propre de la Wilaya de Tizi Ouzou.

Village le plus propre en Algerie iguersafene

La victoire n’est pas fortuite. Elle est le fruit d’un travail collectif mené par les habitants eux-mêmes, soutenu par les autorités locales et des associations. Depuis plusieurs années, les villageois ont adopté un mode de gestion participatif de leur environnement :
Tri sélectif des déchets mis en place avec des points de collecte bien aménagés.
1. Campagnes régulières de nettoyage organisées chaque mois.
2. Sensibilisation des enfants à travers des ateliers scolaires sur l’environnement.
3. Mobilisation des aînés , qui encouragent les jeunes à respecter l’espace public.

Cette dynamique citoyenne a permis à Iguersafene de se distinguer parmi des centaines de localités candidates à travers tout le pays.
Un décor naturel préservé
Au-delà des efforts en matière de propreté, Iguersafene bénéficie aussi d’un environnement naturel exceptionnel, dominé par les forêts épaisses, les ruisseaux clairs et les sentiers escarpés typiques du massif kabyle. Les habitants, conscients de la valeur de ce patrimoine, veillent jalousement à sa protection.
Les ruelles étroites du village sont entretenues avec soin, les façades des maisons sont souvent fleuries, et les espaces verts sont entretenus par des bénévoles. Cette harmonie entre l’homme et la nature a contribué à renforcer l’identité écologique du village.

## Culture

### Lweziâa ouTiwizi
Au cœur des traditions ancestrales des citoyens kabyle perdure une pratique profonde et significative : Lweziâa ou Tiwizi , une coutume qui incarne les valeurs fondamentales d’union, d’égalité et de fraternité. Transmise de génération en génération, cette tradition continue, avec fierté et respect, à être mise en œuvre aujourd’hui dans plusieurs villages, dont celui d’Iguersafene.
Le principe est simple mais chargé de sens : les citoyens concernés sont invités à contribuer volontairement par des dons en argent, selon leurs moyens. À partir de ces contributions, des bovins sont achetés puis abattus. La viande est ensuite partagée de manière équitable entre toutes les familles du village — qu’elles soient riches ou pauvres, fortes ou vulnérables — chacune recevant sa part dans la dignité et la solidarité.
Ce geste collectif va au-delà de l’aspect matériel, il renforce les liens sociaux et rappelle que, dans le village, personne n’est oublié. C’est une véritable manifestation de cohésion sociale et de partage.

#### Les chants des femmes du village d’Iguersafene

chant des femmes kabyles

Dans le village, comme dans de nombreuses communautés traditionnelles en Kabylie, le chant est une expression profondément féminine. Il se déploie à travers les moments clés de la vie sociale et familiale : naissances, mariages, deuils, ou encore chants liés à la guerre.
Ces chants, transmis oralement de génération en génération, sont bien plus qu’une simple pratique artistique : ils constituent un pilier de la mémoire collective , un moyen pour les femmes de raconter leur histoire, leurs émotions, leurs espoirs et leurs souffrances.
- Participation des femmes aux concours nationales autour des chants religieux.

#### Lakhwan — Chant religieux kabyle chanté par les hommes du village
Les Lakhwan sont des chants religieux traditionnels de la région kabyle, interprétés par les hommes du village , souvent réunis autour d’un guide spirituel ou d’un cheikh (imam du village). Ces groupes vocaux chantent à l’unisson , sans accompagnement instrumental, dans une ambiance profondément mystique et recueillie .
Ils occupent une place centrale dans la culture soufisme, notamment au sein de la confrérie Tariqa Rahmania , et participent activement aux cérémonies religieuses et funéraires.
Ces chants se font entendre à plusieurs moments importants :
- Lors des décès, pendant la veillée dans la maison du défunt, si celui-ci est un homme,
- Le lendemain, lors de l’enterrement, au cimetière,
- Pendant les fêtes religieuses, où leur présence est souvent sollicitée.

Les membres de groupe de Lakhwan chantent bénévolement , portés uniquement par leur foi et leur engagement spirituel. Ils se déplacent parfois dans d’autres villages sur invitation, toujours avec leurs propres moyens , sans aucune compensation matérielle.
Participation aux concours des chants الإنشاد والمديح الديني  au niveau national. Ils ont reçu plusieurs prix.

## Organisation
Le village est organisé autour d’un comité qui gère la vie communautaire selon des règles bien définies. Les assemblées générales, régulières et obligatoires pour les membres majeurs, se tiennent chaque vendredi et sont le lieu de prise de décisions importantes. La participation active de tous est encouragée sous peine d’amendes. Le comité veille également à l’organisation des funérailles, en imposant des codes de conduite et des responsabilités collectives. 
La gestion des ressources, notamment l’eau potable, est strictement encadrée avec des quotas et des contrôles. Les aspects sociaux sont régis par des normes traditionnelles et religieuses, favorisant la médiation avant toute action judiciaire. Des agents spécifiques sont désignés pour assurer le bon fonctionnement des services essentiels comme l’eau et les questions sociales. Les travaux collectifs sont répartis équitablement entre les citoyens, résidents ou non, sous un système rotatif et sanctionné en cas de non-respect. 
Les fêtes, notamment les mariages, sont soumises à des limites afin d’éviter les excès et préserver l’harmonie du village.

## Voir aussi

Village sous la neige 20-01-2017

## Liste des familles
Akemoun,
Akli,
Aklil,
Amimer,
Amran,
Bakour,
Bessa,
Bessas,
Bouabba,
Chellah,
Haddad,
Haddou,
Haddouche,
Hamrani,
Hammache,
Kessal,
Kanes,
Kassous,
Kassouri,
Kessouar,
Lahouazi,
Mane,
Messaoudene,
Messaoudi,
Mezine,
Mhanache,
Mouhelbi,
Ouchene,
Raab,
Sahed,
Saichi,
Zenine,
Zerioul,
Zerifi

## Liste des présidents du comité de village (1998-2025)
- Messaoudene Mohand Oussalah
- Hamache Ali
- Hamrani Mhend
- Chellah El Hadi
- Raab Lakhedar
- Bakour Ali
- Messaoudene Arzeki
- Kessal Djamal
- Raab Karim